# لورن بویل
لورن بویل (به انگلیسی: Lauren Boyle) (زادهٔ ۱۴ دسامبر ۱۹۸۷) شناگر اهل نیوزیلند است.